# Distrikt Santillana
Der Distrikt Santillana liegt in der Provinz Huanta in der Region Ayacucho in Südzentral-Peru. Der Distrikt wurde am 21. Dezember 1918 gegründet. Der Distrikt besitzt eine Fläche von 286 km². Beim Zensus 2017 wurden 4075 Einwohner gezählt. Sitz der Distriktverwaltung ist die 3262 m hoch gelegene Ortschaft San José de Secce mit 755 Einwohnern (Stand 2017). San José de Secce liegt knapp 20 km nördlich der Provinzhauptstadt Huanta.

## Geographische Lage
Der Distrikt Santillana liegt im Andenhochland zentral in der Provinz Huanta. Der Río Mantaro fließt entlang der westlichen Distriktgrenze nach Norden. Der Nordosten des Distrikts wird über den Río Chuimacota nach Nordosten entwässert.
Der Distrikt Santillana grenzt im Westen an die Distrikte La Merced, Churcampa und San Pedro de Coris (alle drei in der Provinz Churcampa), im Norden an den Distrikt Ayahuanco, im Nordosten an den Distrikt Llochegua, im Osten an den Distrikt Sivia sowie im Südosten und im Süden an die Distrikte Uchuraccay und Chaca.

## Ortschaften
Im Distrikt gibt es neben dem Hauptort folgende größere Ortschaften:
- Aranhuay (633 Einwohner)
- Cullupuquio (297 Einwohner)
- Marccare (219 Einwohner)
- Santa Rosa de Araujo (229 Einwohner)